# Dávid Karako
Dávid Karako, héberül: דוד קרקו (Jaffa, 1945. február 11. – 2025. május 4. vagy előtte)  izraeli  válogatott labdarúgó, edző.

## Pályafutása

### Klubcsapatban
1963 és 1975 között a Makkabi Tel-Aviv játékosa volt. Az 1975–76-os szezonban a Bétár Jerusálajim csapatát erősítette. 1976-ban a Hapóél Jehud együtteséhez igazolt, ahol 1982-ig játszott. Pályafutása befejezését követően edzősködni kezdett.

### A válogatottban
1968 és 1972 között 12 alkalommal szerepelt az izraeli válogatottban. Részt vett az 1968. évi nyári olimpiai játékokon és az 1970-es világbajnokságon.

## Sikerei
Makkabi Tel-Aviv
- Izraeli bajnok (3): 1966–68, 1969–70, 1971–72
- Izraeli kupa (4): 1963–64, 1964–65, 1966–67, 1969–70
- Izraeli szuperkupa (1): 1965, 1968

## Külső hivatkozások
- Dávid Karako adatlapja a National-Football-Teams.com oldalon (angolul)

- Dávid Karako (angol, francia nyelven). FootballDatabase.eu
- Dávid Karako profilja az Olympedia oldalán (angolul)